# Krynica Morska
Krynica Morska (anciennement Kahlberg en allemand) est une ville située sur la presqu'île de la Vistule dans le nord de la Pologne. Elle fait partie du powiat de Nowy Dwór Gdański dans la voïvodie de Poméranie.

## Histoire
De 1818 à 1945, Kahlberg fait partie de l'arrondissement d'Elbing dans le district de Dantzig au sein de la province de Prusse-Occidentale.